# ودرنیم
ودرنیم (به انگلیسی: Vedaranyam) یک زیستگاه انسانی در هند است که در Nagapattinam district واقع شده‌است.

## خصوصیات
ودرنیم ۳۶٫۲۶ کیلومترمربع مساحت و ۳۴٬۲۶۶ نفر جمعیت دارد.